# Stefan Zagórski
 Stefan Zagórski  (ur. 27 czerwca 1893, zm. ?) – major saperów Wojska Polskiego.

## Życiorys
Stefan Zagórski urodził się 27 czerwca 1893 roku. W czasie I wojny światowej walczył w szeregach c. i k. armii. W 1917 roku jego oddziałem macierzystym był Bośniacko-Hercegowiński pułk piechoty nr 3, a w następnym roku – batalion saperów nr 57. W czasie służby w c. i k. armii awansował na kolejne stopnie w korpusie oficerów piechoty: podporucznika (1 stycznia 1916 roku) i porucznika (1 listopada 1917 roku).
19 stycznia 1921 roku został zatwierdzony z dniem 1 kwietnia 1920 roku w stopniu porucznika, w „inżynierii i saperach”, w grupie oficerów byłej armii austro-węgierskiej. 1 czerwca 1921 roku pełnił służbę w Grupie Inżynieryjnej nr 5, a jego macierzystym oddziałem był 6 pułk saperów. 3 maja 1922 roku został zweryfikowany w stopniu kapitana ze starszeństwem z dniem 1 czerwca 1919 roku i 86. lokatą w korpusie oficerów inżynierii i saperów. W następnych latach dowodził kompanią w macierzystym pułku. 18 lutego 1928 roku został awansowany na majora ze starszeństwem z dniem 1 stycznia 1928 roku i 7. lokatą w korpusie oficerów inżynierii i saperów. W kwietniu tego roku został wyznaczony na stanowisko dowódcy XII batalionu saperów. 1 marca 1929 roku został przeniesiony z dyspozycji dowódcy Okręgu Korpusu Nr X do 12 Dywizji Piechoty w Tarnopolu na stanowisko szefa saperów. We wrześniu 1930 roku został przeniesiony do Centrum Wyszkolenia Saperów w Modlinie na stanowisko dowódcy batalionu. W kwietniu 1932 roku został przeniesiony do Szefostwa Inżynierii Okręgu Korpusu Nr IX w Brześciu nad Bugiem na stanowisko szefa. 15 listopada 1932 roku został zwolniony z zajmowanego stanowiska, pozostawiony bez przynależności służbowej i oddany do dyspozycji dowódcy Okręgu Korpusu Nr IX. Z dniem 31 lipca 1933 roku został przeniesiony w stan spoczynku. W 1934 roku pozostawał w ewidencji Powiatowej Komendy Uzupełnień Lwów Miasto. Posiadał przydział do Oficerskiej Kadry Okręgowej Nr VI. Był wówczas w „dyspozycji dowódcy OK VI”.
14 września 1939 został przydzielony do Dowództwa Grupy Obrony Lwowa na stanowisko dowódcy saperów. Po kapitulacji załogi Lwowa dostał się do niewoli sowieckiej. W 1940 został skazany na pobyt w łagrze. Został osadzony w obozie Iwdelłag.

## Ordery i odznaczenia
- Srebrny Krzyż Zasługi (4 marca 1925)[21]
- Brązowy Medal Zasługi Wojskowej z mieczami na wstążce Krzyża Zasługi Wojskowej (Austro-Węgry)[22]
- Srebrny Medal Waleczności 2 klasy (Austro-Węgry)[22]
- Brązowy Medal Waleczności (Austro-Węgry)[22]
- Krzyż Wojskowy Karola (Austro-Węgry)[22]